# Le Martray

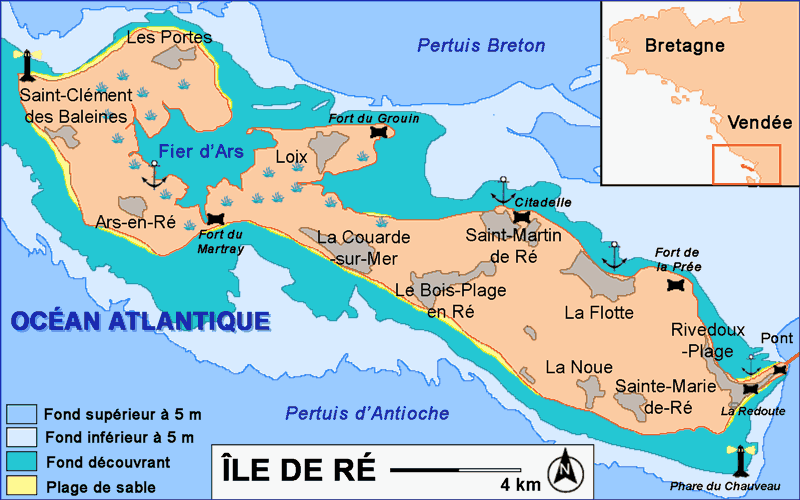
Carte de l'île de Ré

Le Martray est un isthme de l'île de Ré (lieu le plus  étroit de l'île, quelques dizaines de mètres), qui relie son Ouest et son Est. Au nord est le Fier d'Ars, au sud, le pertuis d'Antioche. Une digue protège sa côte sud de tempêtes parfois violentes.
Un petit hameau de même nom, à l'origine formé de cabanes ostréicoles et de pêcheurs, y est installé ; il est rattaché à la commune d'Ars-en-Ré.
L'activité économique principale est l'ostréiculture (une zone ostréicole, au sud, des plus importantes de l'île), l'hôtellerie et la restauration y sont également pratiqués.

## Histoire

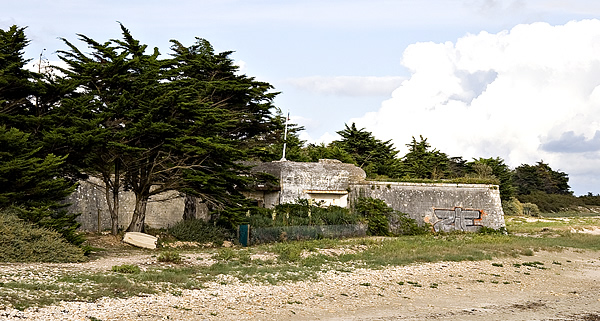
La redoute Vauban et le blockhaus intégré par l'Organisation Todt.

Originellement, il n'y avait pas d'isthme mais un détroit qui séparait alors l'île de Ré jusqu'au XVIIe siècle.
En 1674 une redoute fut construite en place du fort commencé en 1627 pour barrer la route a d'éventuels envahisseurs débarquant aux Portes ou sur le Banc du Bûcheron. Fortification carrée de 50 mètres de côté (semblable à celle de Rivedoux-Plage) entouré d'une enceinte, d'un fossé et de deux petits fronts bastionnés, elle barrait le passage sur l'isthme d'une rive à l'autre.
Les fortifications de Saint-Martin-de-Ré achevées, Vauban en 1685 fit raser enceintes et bastions extérieurs ne gardant que la redoute.
Lors de la Seconde Guerre mondiale, la redoute fut transformée en blockhaus, le hameau qui s'était formé en cet endroit fut détruit par l'armée d'occupation. Actuellement, Le Martray retrouve des habitants.

## Toponymie
Le terme de Martray est apparenté au bas latin martyrium, qui désignait à l’origine un endroit sanctifié par la présence des reliques d'un martyr, lieu généralement rattaché au centre historique d’une localité, souvent associé à la place où étaient appliquées les décisions de justice. Comme les toponymes Marterey, Martroy, il dérive directement de martyretum, dont le suffixe etum indique une réunion d'objets de même espèce, donc un ensemble de martyria, terme dont le sens a évolué pour finir par désigner un grand nombre de tombeaux, un cimetière.

## Personnalités liées au Martray
L'auteur Philippe Sollers y possèdait une propriété dans laquelle il effectuait de fréquents séjours jusqu'à sa mort le 5 mai 2023. Il est inhumé au cimetière d'Ars-en-Ré.